# (74499) 1999 CH141
(74499) 1999 CH141 – planetoida z pasa głównego asteroid okrążająca Słońce w ciągu 5,55 lat w średniej odległości 3,13 j.a. Odkryta 10 lutego 1999 roku.